# Auf dem Hausgiebel
Das Naturschutzgebiet Auf dem Hausgiebel liegt im Landkreis Südwestpfalz in Rheinland-Pfalz.

## Beschreibung
Das etwa 32 ha große Gebiet, das im Jahr 2003 unter Naturschutz gestellt wurde, befindet sich in der Gemarkung von Maßweiler in der Verbandsgemeinde Thaleischweiler-Wallhalben. Es erstreckt sich westlich der Landesstraße 466 etwa in der Mitte zwischen Maßweiler und dem Flugplatz Pirmasens.

## Schutzzweck
Schutzzweck des Naturschutzgebiets Auf dem Hausgiebel ist die Erhaltung, Entwicklung und Wiederherstellung von Kalkmagerrasen und Extensivgrünland auf diesem Gebiet. Dazu gehört auch die Erhaltung der standorttypischen Gehölze, Hecken sowie Wald- und Waldsaumbereiche. Diese sind Lebensräume seltener und zum Teil gefährdeter wildlebender Tierarten.
Das vernetzte Biotopsystem der Kalkmagerrasen des Zweibrücker Hügellandes soll neben seiner besonderen Eigenart und Schönheit auch aus wissenschaftlichen Gründen erhalten werden.